# Давид Дунђерски
Давид Дунђерски (Бергамо, 28. октобра 1999) српски је фудбалер, који тренутно наступа за Спартак из Суботице. Његов отац, Љубиша, такође је професионално играо фудбал.

## Каријера

### Спартак Суботица

#### Омладински узраст и сениорски почеци
Давид Дунђерски је рођен 28. октобра 1999. у Бергаму, где је његов отац Љубиша наступао као члан Аталанте. Давид је почео да тренира у школи фудбала ФК Проф. Болесников, а потом прошао млађе узрасте новосадске Војводине. Током лета 2017. прешао је у суботички Спартак и са тим клубом потписао трогодишњи професионални уговор. Заједно са још тројицом играча, Стефаном Хајдином, Андријом Вукчевићем и Ноборуом Шимуром, представио га је отац Љубиша, у својству спортског директора клуба. Током прве сезоне у Спартаку, Дунђерски је паралелно тренирао са првим тимом и наступао за омладински састав. Код тренера Александра Веселиновића, Дунђерски је дебитовао у другом колу такмичарске 2017/18, против Борца у Чачку. Он је тада у игру ушао уместо Бранимира Јочића у другом полувремену и на терену провео нешто више од пола часа игре. Читав меч по први је одиграо у шеснаестини финала Купа Србије, када је Спартак елиминисао екипу Полета из Лапљег Села, резултатом 8 : 1. Почетком новембра 2017, резервисти Спартака, међу којима и Дунђерски, одиграли су пријатељску утакмицу са младом селекцијом Републике Српске и тада остварили минималну победу. У већем делу сезоне, Дунђерски је имао улогу резервисте. После одласка тренера Веселиновића, вођење тима преузео је Владимир Гаћиновић, који је Дунђерском указао прилику на сусретима са Црвеном звездом и Партизаном у Београду.
Своју прву утакмицу у континенталним такмичењима Дунђерски је одиграо у реванш сусрету првог кола квалификација за Лигу Европе. После прве утакмице против Колерејна из Северне Ирске, коју је провео на клупи за резервне фудбалере, Дунђерски је на гостовању тој екипи у Колерејну одиграо свих 90 минута. Након тога је обе утакмице другог кола, против прашке Спарте, провео на клупи за резервне фудбалере, док су његови саиграчи изборили пласман у следећу фазу. Обе утакмице против Брондбија у трећем колу, Дунђерски је почео на терену. После тога је на првенственим сусретима током сезоне био у ротацији играча на позицији десног бека, а наступио је на укупно 27 суперлигашких утакмица, од чега је на 12 био у стартних 11. Одиграо је и три сусрета у Купу Србије. Срђан Јовановић, главни арбитар утакмице 34. кола Суперлиге, коју је Спартак одиграо са Мачвом у Шапцу, показао је Дунђерском два жута картона, који је тако искључен у завршници сусрета.

#### Стартна постава
После трансфера из клуба неких до тада стандардних фудбалера у одбрамбеном делу терена, Дунђерски је сезону 2019/20. започео као први избор на позицији десног бека. Владимир Гаћиновић, који се пред почетак сезоне вратио на место шефа стручног штаба, уврстио га је у састав на отварању Суперлиге Србије, против екипе Рада. У следећем колу, против Радника у Сурдулици, изостао је због повреде зглоба, коју је доживео на тренингу. Након тога се вратио у састав, а први погодак у сезони, али и својој сениорској каријери, постигао је против Црвене звезде у 5. колу, када је тим из Београда победио резултатом 3 : 2. У шеснаестини финала Купа Србије, остао на клупи за резервне фудбалере против екипе Новог Пазара, тадашњег члана Прве лиге Србије. На првенственим сусретима је стандардно наступао све до 12. кола, после чега је на три наредна сусрета изостао из тима због повреде. У протоколу се поново нашао на сусрету 16. кола, када је Спартак гостовао Раду и тада је прво полувреме провео на клупи за резервне фудбалере. На почетку другог дела игре, на терен је крочио уместо Луке Цуцина. Надаље је поново био у саставу свог тима све до сусрета са екипом Радничког из Ниша, првом званичном после зимске паузе. Тада му је показан 4. жути картон у сезони, па је тако суспендован за наредну утакмицу. На истом догађају био је асистент код поготка Немање Николића. На одложеној утакмици осмине финала Купа, као и у претходној фази такмичења, остао је на клупи за резервне фудбалере. Неколико дана касније уведено је ванредно стање, због чега је шампионат прекинут. На седници Фудбалског савеза Србије, одржаној 6. маја 2020. године, укинуто је доигравање у Суперлиги Србије, уз проширење првенства на 20 клубова за наредну сезону. Дунђерски је почетком јуна са клубом продужио сарадњу до 2022. године. Услед изостанка капитена Стефана Милошевића, као и заменика Немање Текијашког, Дунђерски је у 28. колу Суперлиге Србије, против Партизана, екипу предводио као капитен. На следећој утакмици, када је Спартак гостовао Мачви у Шапцу, Дунђерски је постигао свој други гол у сезони. Коначно, на последњем суперлигашком сусрету у сезони, приликом којег је Спартак дочекао крушевачки Напредак, Дунђерски је због повреде изашао из игре након 30 минута, а на терену га је заменио кадет Срђан Хрстић. Неколико дана након окончања првенства, фудбалски клуб Спартак издао је саопштење у ком је наведено да су три фудбалера, међу којима и Дунђерски, позитивна на вирус корона.
Спартак је првог дана наредног месеца започео припреме за нову такмичарску сезону, а првом окупљању нису одазвала тројица играча, који су до негативног налаза остали у обавезној изолацији. Припремама на Златибору прикључио се накнадно, где је по први пут наступио на припремној утакмици са новосадским Пролетером, 11. јула. Касније је играо и на сусретима са Радником из Бијељине, те београдским Радом. На отварању првенства у Суперлиги Србије, Дунђерски је такође био у постави своје екипе и на тај начин задовољио услов бонус играча. Екипа Спартака је на уводне три утакмице, против Златибора, ОФК Бачке и Металца, забележила све победе, а Дунђерском је у прва два кола показан по жути картон. Свој први пораз у сезони састав из Суботице претрпео је од Црвене звезде, док је Дунђерски на том сусрету скривио једанаестерац за противничку екипу, прекршајем над Миланом Родићем. Ударац Ел Фардуа Бена са беле тачке зауставио је чувар мреже Спартака Филип Дујмовић. Дунђерски је по први пут у сезони 2020/21. због повреде изостао из поставе Спартака у 9. колу, када је ТСЦ на Градском стадиону у Сенти победио резултатом 3 : 0. После опоравка у тренажни процес вратио се пред сусрет са Чукаричким, на ком је у игру ушао неколико минута пре завршетка догађаја. Трећу, а затим и четврту јавну опомену добио је против Младости осносно Напретка, због чега је изостао са сусрета са Партизаном у 14. колу. Дунђерски је такође изостао против Инђије у 17. колу, после чега је у последња два кола првог дела сезоне по жути картон добио у завршницама утакмицама са Војводином и Радом. У другом делу сезоне, Дунђерски је по први пут изостао из састава у 26. колу Суперлиге Србије на гостовању екипи Новог Пазара због парних жутих картона. Недуго затим, наступио је у четвртини финала Купа Србије, када је Спартак из даљег такмичења елиминисала новосадска Војводина. Дунђерском је пре почетка те утакмице уручен урамљени дрес са бројем 100. После четири и по године проведене у клубу, Дунђерски је на крају календарске 2021. напустио Спартак.

### Пролетер Нови Сад
После одласка из Спартака, Дунђерски је током зимских припрема 2022. тренирао са новосадским Пролетером. У фебруару исте године је и званично приступио ток клубу. Дебитовао је на отварању пролећног дела сезоне 2021/22, заменивши Берталана Куна на гостовању Радничком у Крагујевцу. Сусрет наредног кола, са екипом Црвене звезде почео је на терену, а учествовао је у зачетку акције која је претходила једином поготку Пролетера. На следећој утакмици био је стрелац у судијској надокнади времена када је Пролетер савладан у Лучанима од домаће Младости, такође резултатом 2 : 1. Дунђерски је до краја сезоне за Пролетер наступио укупно 11 пута, а екипа је по њеном окончању испала из такмичења.

### Младост Лучани
У јуну 2022. Дунђерски је потписао за Младост из Лучана. Дебитовао је на отварању такмичарске 2022/23. у Суперлиги Србије, против свог бившег клуба, Спартака. Свој први погодак за Младост Дунђерски је постигао у поразу на гостовању Колубари у Лазаревцу у 4. колу. Клуб је напустио крајем календарске године. У фебруару 2023. вратио се у суботички Спартак.

## Репрезентација
У фебруару 2017. Дунђерски је позван на селективни камп млађе омладинске репрезентације, код тренера Милоша Велебита, док је у марту наредне године био на списку селекције Србије у узрасту до 19 година, за двомеч са екипом Бугарске у Благоевграду. На другом од два припремна сусрета, Дунђерски је био у стартној постави своје екипе, али је игру напустио у другом полувремену, после искључења.

## Начин игре
Иако је у млађим узрастима новосадске Војводине првенствено наступао у везном реду, Дунђерски је по доласку у суботички Спартак представљен као десни бек. Ту је током прве сезоне наступао за омладински састав, али је тренирао са првим тимом и код тренера Александра Веселиновића најчешће имао улогу резервисте. Услед одласка из клуба до тада стандардног на десној страни одбране, Аранђела Стојковића, пре наредне такмичарске године, Дунђерски је током такмичарске 2018/19. наступао на позицији десног бека. На том месту смењивао се у ротацији са штопером Немањом Текијашким, или повремено левим беком Стефаном Милошевићем, док је касније у клуб стигао и Лука Цуцин. Тренери Владимир Гаћиновић, а затим и Предраг Роган, давали су му одређену минутажу на утакмицама на којима није био стартер, док је Дунђерски уписао асистенцију за изједначујући погодак против новосадског Пролетера у 18. колу Суперлиге Србије.
Како је стандардни штоперски двојац, који су раније чинили Дејан Керкез и Немања Ћаласан напустио клуб, Немања Текијашки је од лета 2019. формирао нови тандем са Владимиром Оташевићем. Услед померања Текијашког, Дунђерски је од старта такмичарске 2019/20. добио прилику на позицији десног бочног фудбалера у одбрамбеном делу терена. Дунђерски је тако током већег дела сезоне био најмлађи фудбалер у Суперлиги Србије који је стандардан на позицији десног бека. Његове алтернативе, Лука Цуцин и Михаило Милутиновић, нису остварили значајнију минутажу исте такмичарске године у дресу Спартака. Иако је и раније, у Омладинској лиги Србије шутирао са већих удаљености од гола, Дунђерски је свој први погодак у професионалној каријери постигао савладавши Милана Борјана, чувара мреже Црвене звезде. Он је тада шутирао са раздаљине веће од 20 метара искоса, десном ногом, а погодио је супротан угао гола, после неуспешне интервенције противничког вратара. Погодак је био у конкуренцији за најефективнији у 5. колу, међутим, награду Фудбалског савеза Србије добио је Филип Стевановић, фудбалер Партизана. С друге стране, Дунђерски је крајем 2019. добио годишњу награду клуба за најлепши погодак у протеклих 12 месеци. У претпоследњем колу истог првенства, Дунђерски је постигао погодак против екипе Мачве у Шапцу. Тада је након продора са стране ушао у средину терена, а затим шутирао левом ногом. Поново је био међу кандидатима за гол кола, али је изабран погодак фудбалера сурдуличког Радника, Предрага Ђорђевића, такође десног бека. На почетку такмичарске 2020/21, Спартак је у свом саставу имао већински удео бонус играча, међу којима су Дунђерски и Иванчевић задржали место стартера из претходног првенства. У екипи Пролетера, а касније и лучанске Младости, Дунђерски је прилику добијао и на нешто истуренијим позицијама.

## Статистика

### Клупска
Ажурирано 31. децембра 2022.
|                   |          |                  |     |   |   |   |   |   |   |   |     |   |  |  |
| Спартак Суботица  | 2017/18. | Суперлига Србије | 14  | 0 | 2 | 0 | — | — | — | — | 16  | 0 |  |  |
| Спартак Суботица  | 2018/19. | Суперлига Србије | 27  | 0 | 3 | 0 | 3 | 0 | — | — | 33  | 0 |  |  |
| Спартак Суботица  | 2019/20. | Суперлига Србије | 25  | 2 | 0 | 0 | — | — | — | — | 25  | 2 |  |  |
| Спартак Суботица  | 2020/21. | Суперлига Србије | 31  | 0 | 3 | 0 | — | — | — | — | 34  | 0 |  |  |
| Спартак Суботица  | 2021/22. | Суперлига Србије | 14  | 0 | 1 | 0 | — | — | — | — | 15  | 0 |  |  |
| Спартак Суботица  | Укупно   | Укупно           | 111 | 2 | 9 | 0 | 3 | 0 | — | — | 123 | 2 |  |  |
|                   |          |                  |     |   |   |   |   |   |   |   |     |   |  |  |
| Пролетер Нови Сад | 2021/22. | Суперлига Србије | 11  | 1 | — | — | — | — | — | — | 11  | 1 |  |  |
|                   |          |                  |     |   |   |   |   |   |   |   |     |   |  |  |
| Младост Лучани    | 2022/23. | Суперлига Србије | 14  | 1 | 1 | 0 | — | — | — | — | 15  | 1 |  |  |
|                   |          |                  |     |   |   |   |   |   |   |   |     |   |  |  |
| Каријера          | Каријера | Каријера         | 136 | 4 | 9 | 0 | 3 | 0 | — | — | 148 | 4 |  |  |
|                   |          |                  |     |   |   |   |   |   |   |   |     |   |  |  |

### Утакмице у дресу репрезентације
| Репрезентација Србије у узрасту до 19 година старости | Репрезентација Србије у узрасту до 19 година старости                    | Репрезентација Србије у узрасту до 19 година старости                    | Репрезентација Србије у узрасту до 19 година старости                    | Репрезентација Србије у узрасту до 19 година старости                    | Репрезентација Србије у узрасту до 19 година старости                    | Репрезентација Србије у узрасту до 19 година старости                    | Репрезентација Србије у узрасту до 19 година старости | Репрезентација Србије у узрасту до 19 година старости | Репрезентација Србије у узрасту до 19 година старости |
| #                                                     | Датум                                                                    | Такмичење                                                                | Локација                                                                 | Домаћин                                                                  | Резултат                                                                 | Гост                                                                     | Мин.                                                  | Гол                                                   | Реф.                                                  |
| ----------------------------------------------------- | ------------------------------------------------------------------------ | ------------------------------------------------------------------------ | ------------------------------------------------------------------------ | ------------------------------------------------------------------------ | ------------------------------------------------------------------------ | ------------------------------------------------------------------------ | ----------------------------------------------------- | ----------------------------------------------------- | ----------------------------------------------------- |
| 1.                                                    | 8. март 2018.                                                            | Пријатељска утакмица                                                     | Стадион у Симитлију, Симитли                                             | Бугарска                                                                 | 4 : 1                                                                    | Србија                                                                   | 47'                                                   |                                                       | [ 89 ]                                                |
| 1                                                     | Укупан број утакмица, постигнутих погодака и минута проведених на терену | Укупан број утакмица, постигнутих погодака и минута проведених на терену | Укупан број утакмица, постигнутих погодака и минута проведених на терену | Укупан број утакмица, постигнутих погодака и минута проведених на терену | Укупан број утакмица, постигнутих погодака и минута проведених на терену | Укупан број утакмица, постигнутих погодака и минута проведених на терену | 47                                                    | 0                                                     |                                                       |